# Тоші
Тошіміцу Деяма (яп. 出山 利三, нар. 10 жовтня 1965), відомий під своїм сценічним псевдонімом Тоші, — японський співак і автор пісень, головний вокаліст і співзасновник рок-гурту X Japan, який вважається засновником жанру Visual Kei. Тоші почав сольну кар'єру в 1992 році, перш ніж залишити X Japan наприкінці 1997 року. Його характерний, пристрасний теноровий вокал порівнюють із вокалом Стіва Перрі. У січні 2018 року він почав використовувати сценічний псевдонім Тоші Рюген (龍玄とし, Ryūgen Toshi).